# 終極狩獵團
《終極狩獵團》（英語：Apex）是一部2021年美國科幻動作片，由愛德華·德瑞克執導並與柯瑞·拉吉合作編劇，尼爾·麥當諾及布魯斯·威利領銜主演。講述前警察湯瑪斯·馬龍（Thomas Malone，威利）無辜地被判無期徒刑，如果他能在一場致命遊戲中倖存下來，方能獲得自由；在這場遊戲中，六名獵人花錢在偏遠島嶼上狩獵另一人來享樂。馬龍藉由佈置陷阱及心理戰術來試圖對抗獵人們，試圖扭轉局面、為人生和未來而戰。電影在2021年11月12日美國有限上映並VOD發行。

## 劇情
前警察湯瑪斯·馬龍無辜地被判無期徒刑，經歷多次傷殘仍倖存，加上越獄過三次，成為美國政府及幫派的眼中釘，人生一敗塗地。某日，他被扎羅夫梅格斯工業有限責任公司（Zaroff Megas Industries, LLC.）的負責人薇絲特·扎羅夫告知自己的疏遠家人們居住在溫哥華，為了能在餘生見上他們最後一面而同意簽約，參加對方子公司經營的一場狩獵運動遊戲。馬龍被運送到島上，並成為六名富豪獵人狩獵的目標，對方分別為雷恩斯福德、萊爾、卡里昂、艾卡、畢夏普及潔薩；其中雷恩斯福德是個無人敢招惹的菁英獵人隊長，殺人如麻，甚至殺了自己的妻子。獵人們在觀看檔案後認為馬隆不過是個普通老人。
遊戲開始前，馬龍和獵人們得知獵人能殺死彼此，導致雷恩斯福德在遊戲開始後率先殺死了輕浮的萊爾，神經質的畢夏普則殺死了被馬龍摔傷的艾卡；馬龍從旁目睹了這一切，得知獵人間並不團結。畢夏普殺死艾卡的事被雷恩斯福德、卡里昂、和潔薩知曉後將他視為獵物。潔薩買進萊爾公司的股票，再放出萊爾的死訊，來讓股票大漲，自己從中獲利；但同時潔薩踩到了畢夏普的地雷，一番對峙後，畢夏普手動引爆了地雷炸死了潔薩。
馬龍被畢夏普逮得正著時，說服對方合作一起解決掉雷恩斯福德；畢夏普放棄追捕馬龍，改前去收拾雷恩斯福德。畢夏普與雷恩斯福德、卡里昂展開對決，最後被機槍殺死。卡里昂原本想殺了嗜血成性的雷恩斯福德，但被對方說服而放棄，繼續追捕馬龍。馬龍輕鬆制伏卡里昂的同時，急得想獵捕目標的雷恩斯福德額外買來五位殺手，來充當「雜種獵犬」追殺馬龍。但馬龍利用卡里昂帶來的槍枝，輕鬆殺死了前五位雜種獵犬，導致雷恩斯福德又再度派遣多名雜種獵犬來追殺他。
雜種獵犬全軍覆沒，馬龍來到小屋與雷恩斯福德對峙，告知自己放過了卡里昂來換取武器及情報，雷恩斯福德則表示打算將馬龍當成自己的終極戰利品。兩人同時開槍，但馬龍利用榴彈發射器取勝，殺死了對方，雷恩斯福德死後其頭顱傳送至標本罐中。最後，成為最終勝利者的馬龍炸毀了房子，並利用傳送裝置離開島嶼。

## 演員
- 布魯斯·威利飾演獵物湯瑪斯·馬龍（Thomas Malone, The Prey）[1]
- 尼爾·麥當諾飾演山繆·雷恩斯福德（Samuel Rainsford）[1]
- 洛奇林·莫羅飾演萊爾（Lyle）
- 柯瑞·拉吉飾演卡里昂（Carrion）[1]
- 崔佛·葛雷茲（Trevor Gretzky）飾演艾卡（Ecka）
- 尼爾斯·倫納森（Nels Lennarson）飾演畢夏普（Bishop）
- 梅根·佩塔·希爾（Megan Peta Hill）飾演潔薩（Jeza）
- 亞當·休爾·波特（Adam Huel Potter）飾演典獄長尼可斯（Warden Nicholls）
- 喬·門羅（Joe Monroe）飾演戴米恩（Damien）
- 艾莉西亞·費斯特（英语：Alexia Fast）飾演薇絲特·扎羅夫（West Zaroff）[1]

## 製作
電影主要在加拿大卑詩省維多利亞進行主要拍攝。2020年11月宣告殺青。

## 發行
電影由RLJE影業排定2021年11月12日在美國有限上映並VOD發行。

## 外部連結
- 互联网电影数据库（IMDb）上《終極狩獵團》的资料（英文）